# Не стріляйте в білих лебедів (фільм)
«Не стріляйте в білих лебедів» (рос. «Не стреляйте в белых лебедей») — російський радянський художній фільм 1980 року режисера Родіона Нахапетова за однойменним романом Бориса Васильєва, який брав участь в написанні сценарію, але зняв  своє прізвище з титрів.

## Сюжет
Фільм розповідає про долю начебто недолугого сільського мужика Єгора Полушкіна, за яким закріпилося прізвисько «бідоносець». Насправді його біда в тому, що він не схожий на більшість односельців. Він несподівано знаходить застосування своїм прихованим талантам як лісничого і різьбяра по дереву, але гине від рук браконьєрів.

## У ролях
- Станіслав Любшин
- Ніна Русланова
- Вітя Анісімов
- Віра Глаголєва
- Івар Калниньш
- Микола Корноухов
- Іван Агафонов
- Володимир Пожидаєв
- Володимир Заманський
- Ірина Азер
- Алла Майкова
- Ігор Фокін
- Анастасія Рапопорт
- Женя Нікітченко

## Творча група
- Сценарій: Кирило Рапопорт
- Режисер: Родіон Нахапетов
- Оператор: Микола Немоляєв
- Композитор: Ісаак Шварц